# Fosa supraespinosa
 La fosa supraespinosa de la cara posterior de la escápula (el omóplato) es más pequeña que la fosa infraespinosa, cóncava, lisa y más ancha en su extremo vertebral que en su extremo humeral. Sus dos tercios medulares dan origen al músculo supraespinoso

## Estructura
La fosa puede quedar expuesta al quitar la piel y la fascia superficial de la espalda y el músculo trapecio. 
La fosa supraespinosa está limitada por la espina de la escápula en la parte inferior, la apófisis del acromión en la parte lateral y el ángulo superior de la escápula en la parte superior. 
El músculo supraespinoso se origina en la fosa supraespinosa. La unión distal del músculo elevador de la escápula también está en el lado medial de la fosa. 

## Función
La arteria suprascapular y el nervio se encuentran dentro de la fosa. La rama posterior de la arteria supraescapular irriga al músculo supraespinoso. La arteria escapular dorsal también desprende una rama colateral y se une con la arteria suprascapular. El nervio supraescapular del plexo braquial pasa a través de la muesca supraescapular al acercarse a la fosa para inervar el músculo supraespinoso. La arteria y el nervio supraescapular descienden juntos pero están separados por el ligamento escapular transversal superior en la muesca supraescapular. 

## Imágenes adicionales

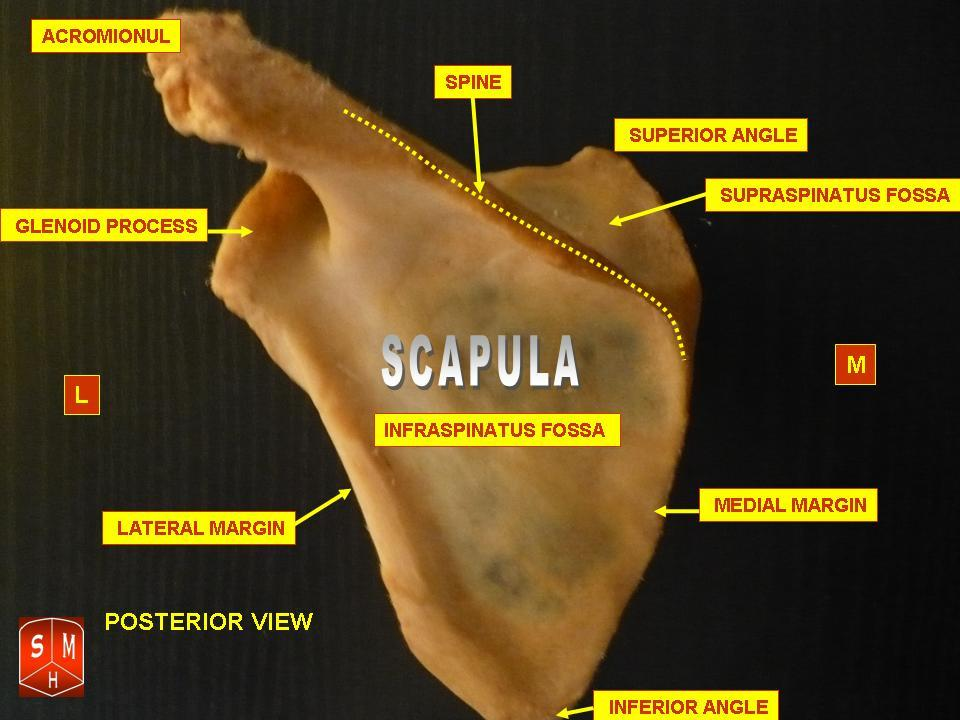
La escápula humana
La fosa supraespinosa en rojo.
La  fosa supraespinosa en rojo.